# Ryżanka japońska
Ryżanka japońska, medaka, ryżówka japońska, ryżówka (Oryzias latipes) – euryhaliczny i amfidromiczny gatunek małej ryby belonokształtnej z rodziny kaczorkowatych (Adrianichthyidae).

## Zasięg występowania
Zasiedla wody słodkie i słonawe Azji Południowo-Wschodniej (Japonia, Korea, Chiny i Wietnam), głównie w wolno płynących strumieniach. Spotykana jest też w innych, różnego typu zbiornikach wodnych, włącznie z przybrzeżnymi wodami morskimi Japonii i Korei. Znosi szeroki zakres zasolenia wody. Została introdukowana w wielu krajach.

## Charakterystyka

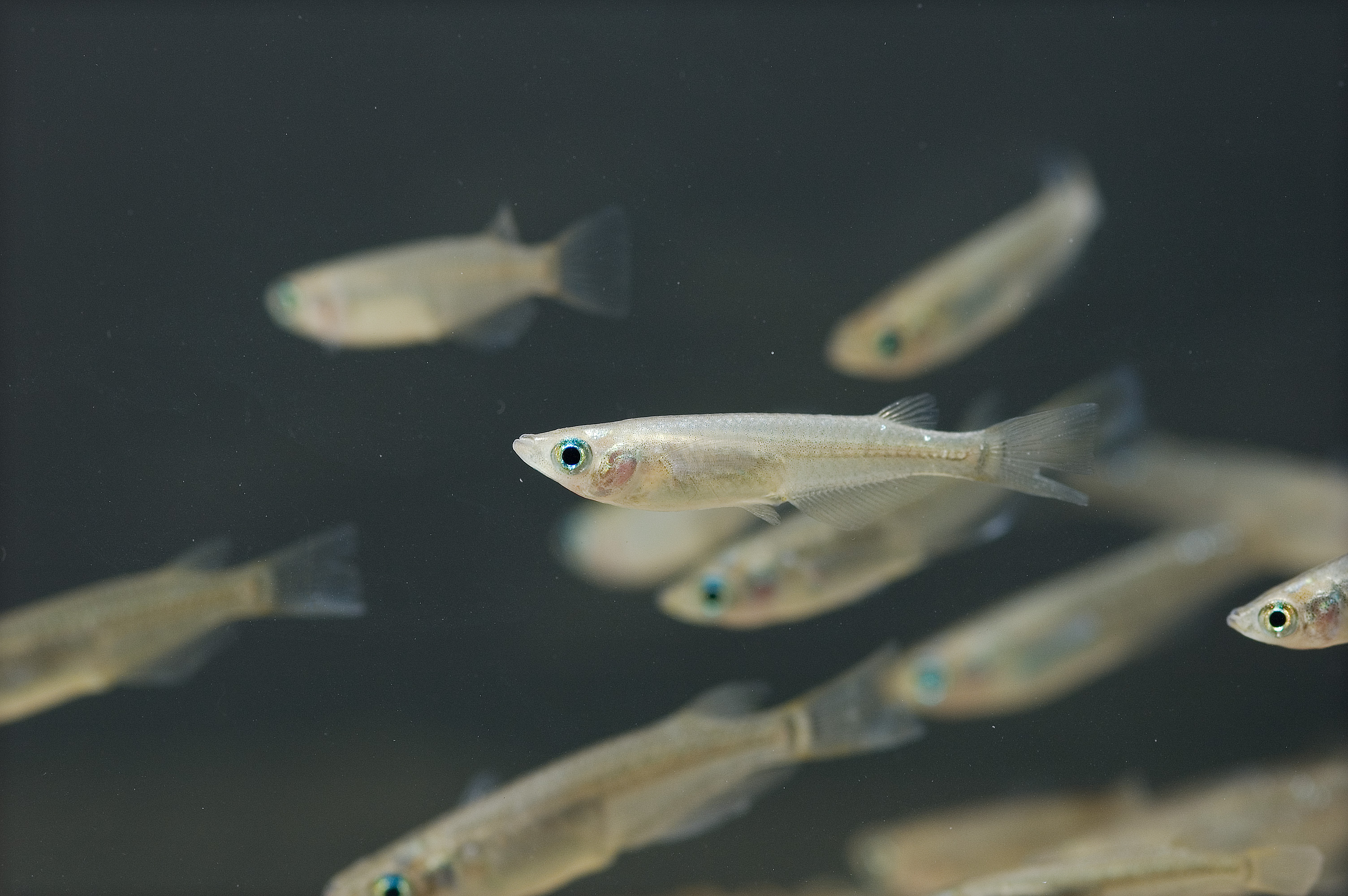
Ryżanki japońskie w akwarium

Medaka to ryba bentoplagiczna żyjąca w subtropikalnych wodach słodkich i słonawych. Medaka przeżywa w szerokim zakresie temperatur wody (3–42 °C lub 37–108 °F), preferując temperaturę wody 15–28 °C (59–82 °F). Dorosłe osobniki występują w stawach, bagnach i bagnach, polach ryżowych i niewielkich równinach. Wolą powolne prądy. Zamieszkują głównie wody nizinne i słonawe, ale wiadomo również, że zamieszkują zbiorniki pływowe u wybrzeży niektórych regionów Japonii i Korei. Morze jest często wykorzystywane u tego gatunku do migracji do nowych siedlisk słodkowodnych. Może wytrzymać szeroki zakres zasolenia i temperatur.
Kolor w naturze jest kremowo biały lub żółtawy, ale hodowano również ozdobne formy o różnych kolorach. Płetwa grzbietowa ma 6-7 miękkich promieni, płetwa odbytowa ma 15-21 miękkich promieni. Żywi się bezkręgowcami. Długość jej ciała mieści się w przedziale 2–4 cm. Żyją w niewoli przez dwa lata, a na wolności od 3 do 4 lat.
W 1931 roku, oprócz zwykłego zapłodnienia zewnętrznego, odkryto i opisano u O. latipes zdolność do zapłodnienia wewnętrznego.

### Pochodzenie populacji południowej i północnej Japonii
Analiza filogenetyczna pokazuje, że południowa populacja Japonii pochodzi z północnego obszaru Kiusiu i rozprzestrzeniła się na Honsiu. Z drugiej strony populacja północna wywodzi się z populacji z regionu Tajima-Tango i rozprzestrzeniła się wzdłuż wybrzeża Morza Japońskiego. Wiadomo, że O. latipes ma dziewięć subpopulacji: typ wschodnio-japoński, typ wschodnio-Setouchi, typ zachodnio-Setouchi, typ San'in, typ północno-Kiusiu, typ Osumi, typ Ariake, typ Satsuma i typ Ryukyu. Te subpopulacje zostały wymieszane ze sobą z powodu sztucznego uwalniania i zmniejszania się lokalnej różnorodności genetycznej

### Odmiany kolorystyczne
Historia hodowli w Japonii jest bardzo długa, porównywalny do karpia koi lub karasia, ponieważ sięga XVII wieku. Definiuje się setki odmian kolorystycznych, które różnią się od siebie nie tylko umaszczeniem, ale także rozłożeniem wzorów. Można zaklasyfikować do trzech podstawowych odmian. Miyuki Medaka, które mają stopnie niebieskiego koloru, Yokihi Medaka które o odcieniach pomarańczy lub żółci i Orochi które są całe czarne. Można go również podzielić na „Kouhaku”, które są białe i czerwone, „Lame” pokryty lustrzanymi łuskami, lub trójkolorowe „Sanshoku” z czarnymi plamami. W Japonii, a od kilku lat w Europie, zwłaszcza w Niemczech i we Włoszech, odbywają się wystawy, na których hodowcy prezentują swoje najlepsze ryby i tak powstają nowe odmiany kolorystyczne. 

## Znaczenie

### Znaczenie społeczne w Japonii i akwarystyka
Medaka od wieków była hodowana jako ryba ozdobna w Japonii. Medaki tradycyjnie trzymane są przez cały rok w ceramicznych i kamiennych misach, gdzie muszą radzić sobie z wysokimi letnimi temperaturami i zimowym zamarzaniem tafli wody takich pojemników. W ostatnich latach medaka zyskała większą popularność na całym świecie, niektóre rzadsze rasy są warte ponad 1 milion jenów (ponad 35 000 zł) – chociaż najpopularniejsze odmiany (takie jak himedaka) można kupić za około 50 jenów za rybę. Obecnie udokumentowano i hoduje się około 456 odmian handlowych. Medaka jest hodowana nie tylko do dekoracji, ale jest również wykorzystywana w edukacji; Klasy japońskich szkół podstawowych często hodują medaka, aby zapewnić uczniom bezpośrednie doświadczenie żywych organizmów i promować szersze rozpoznanie cykli życia zwierząt. Medaky nadają się do badań ze względu na krótki czas generacji i zdolność adaptacji, a dzięki przezroczystym jajom są idealne do obserwacji.
W akwarystyce jest znana jako ryba łatwa w utrzymaniu.

### Badania naukowe i medyczne
Ze względu na małe rozmiary, łatwa hodowla w akwarium i wysokiej płodności, japońska medaka stała się również ważnym organizm modelowy w genetyka, embriologia i toksykologia.
Ryżanka japońska charakteryzuje się krótkim okresem rozrodu, dlatego jest organizmem modelowym intensywnie wykorzystywanym do badań naukowych oraz pierwszym zwierzęciem kręgowym, które dokonało rozrodu w przestrzeni kosmicznej. Latem 1994 roku na pokładzie wahadłowca Columbia 2 samce i 2 samice ryżanki japońskiej odbyły 15-dniową podróż, w trakcie której przystąpiły do tarła, złożyły i zapłodniły ikrę. Wszystkie osobniki dorosłe i narybek wróciły żywe na Ziemię, gdzie poddane zostały dalszym badaniom. Podobnie jak w przypadku innych gatunków ryb akwariowych wśród akwarystów została spopularyzowana jej genetycznie zmodyfikowana, fluorescencyjna odmiana z wszczepionym DNA meduz. W Unii Europejskiej trzymanie tych genetycznie zmodyfikowanych ryb jest zabronione.